# Liste der Biografien/Jel
Liste der Biografien |
Portal Biografien |
Personensuche
# |
A |
B |
C |
D |
E |
F |
G |
H |
I |
J |
K |
L |
M |
N |
O |
P |
Q |
R |
S |
T |
U |
V |
W |
X |
Y |
Z |
?
 
Ja |
Jb |
Jd |
Je |
Jh |
Ji |
Jj |
Jl |
Jn |
Jm |
Jo |
Jp |
Jr |
Js |
Jt |
Ju |
Jv |
Jw |
Jy
 
Jea |
Jeb |
Jec |
Jed |
Jee |
Jef |
Jeg |
Jeh |
Jei |
Jej |
Jek |
Jel |
Jem |
Jen |
Jeo |
Jep |
Jeq |
Jer |
Jes |
Jet |
Jeu |
Jev |
Jew |
Jex |
Jey |
Jez
Die Liste der Biografien führt alle Personen auf, die in der deutschsprachigen Wikipedia einen Artikel haben. Dieses ist eine Teilliste mit 247 Einträgen von Personen, deren Namen mit den Buchstaben „Jel“ beginnt.

## Jel

### Jela
- Jelača, Tatjana (* 1990), serbische Leichtathletin
- Jelačić von Bužim, Anton (1807–1875), österreichischer Feldmarschallleutnant
- Jelačić von Bužim, Georg (1805–1901), österreichischer Feldmarschallleutnant
- Jelačić von Bužim, Joseph (1801–1859), österreichischer Feldherr und Ban von KroatienJoseph Jelačić von Bužim (1801–1859)

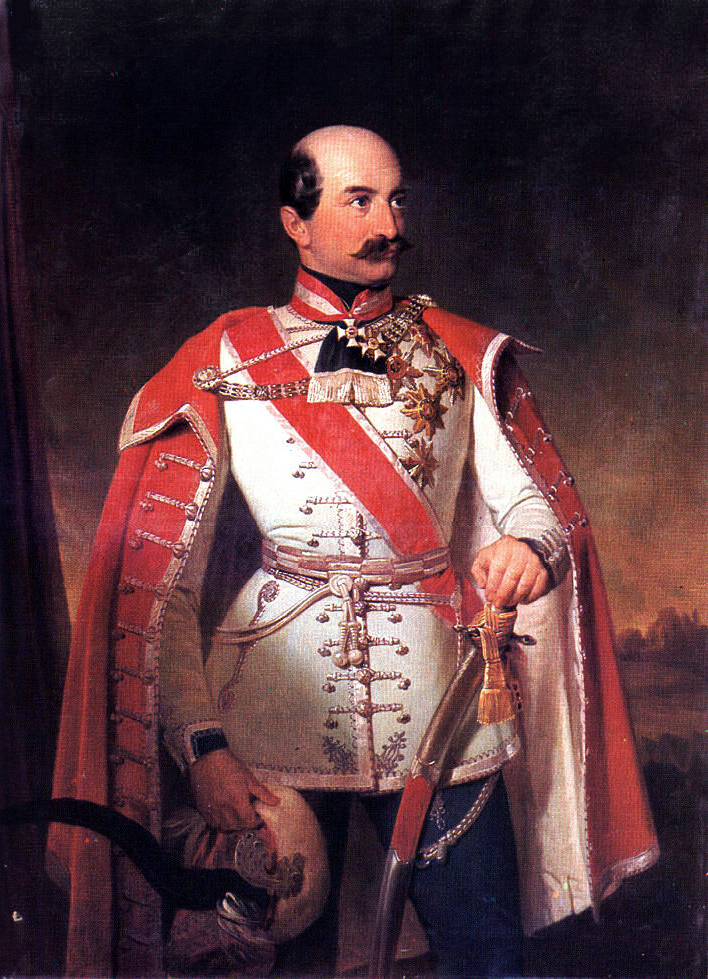
Joseph Jelačić von Bužim (1801–1859)

- Jelaćić, Johann (1840–1899), deutscher Orgelbauer
- Jelaffke, Volker, deutscher Journalist und Nachrichtensprecher
- Jelagin, Iwan Fomitsch (1709–1766), russischer Marine-Offizier und Forschungsreisender
- Jelagin, Juri Borissowitsch (1910–1987), russischer Musiker und Schriftsteller
- Jelanski, Nikolai Nikolajewitsch (1894–1964), russisch-sowjetischer Chirurg
- Jelar, Žiga (* 1997), slowenischer Skispringer
- Jelashe, Vido (* 1967), südafrikanischer Sänger
- Jelassi, Mohamed Farès (* 1997), tunesischer Hürdenläufer
- Jelavić, Ante (* 1963), bosnischer Politiker
- Jelavić, Mario (* 1993), kroatischer Fußballspieler
- Jelavić, Nikica (* 1985), kroatischer Fußballspieler

### Jelc
- Jelchin, Dmitri Jurjewitsch (* 1989), russischer Biathlet
- Jelčić, Vladimir (* 1968), kroatischer Handballspieler und -trainer

### Jeld
- Jelde, Erik (1894–1982), deutscher Synchronsprecher
- Jelden, Michael (* 1971), deutscher Violinist, Geigenvirtuose und Sprachwissenschaftler
- Jeldes, Manuel (1894–1949), chilenischer Fußballspieler

### Jele
- Jele, Albert (1844–1900), österreichischer Kunsthistoriker, Direktor der Tiroler Glasmalereianstalt
- Jele, Caspar (1814–1893), österreichischer Maler
- Jele, Lydia (* 1990), botswanische Leichtathletin
- Jelela, Koren (* 1987), äthiopische Marathonläuferin
- Jelemessow, Andrian (* 1963), kasachischer Botschafter
- Jelen, Ben (* 1979), schottischer Sänger, Songschreiber und Produzent
- Jelen, Eric (* 1965), deutscher Tennisspieler
- Jelen, Frieder (* 1943), deutscher Theologe, Politiker (CDU) und Schriftsteller
- Jelen, Gerhard (* 1935), deutscher Schauspieler und Theaterregisseur
- Jeleń, Ireneusz (* 1981), polnischer Fußballspieler
- Jelen, Rok (* 2000), slowenischer Nordischer Kombinierer
- Jelena Anžujska († 1314), durch Heirat serbische Königin
- Jelena die Glorreiche († 976), kroatische Königin
- Jelena die Schöne, Königin von KroatienJelena die Schöne
- Jelena Gruba, Königin von Bosnien

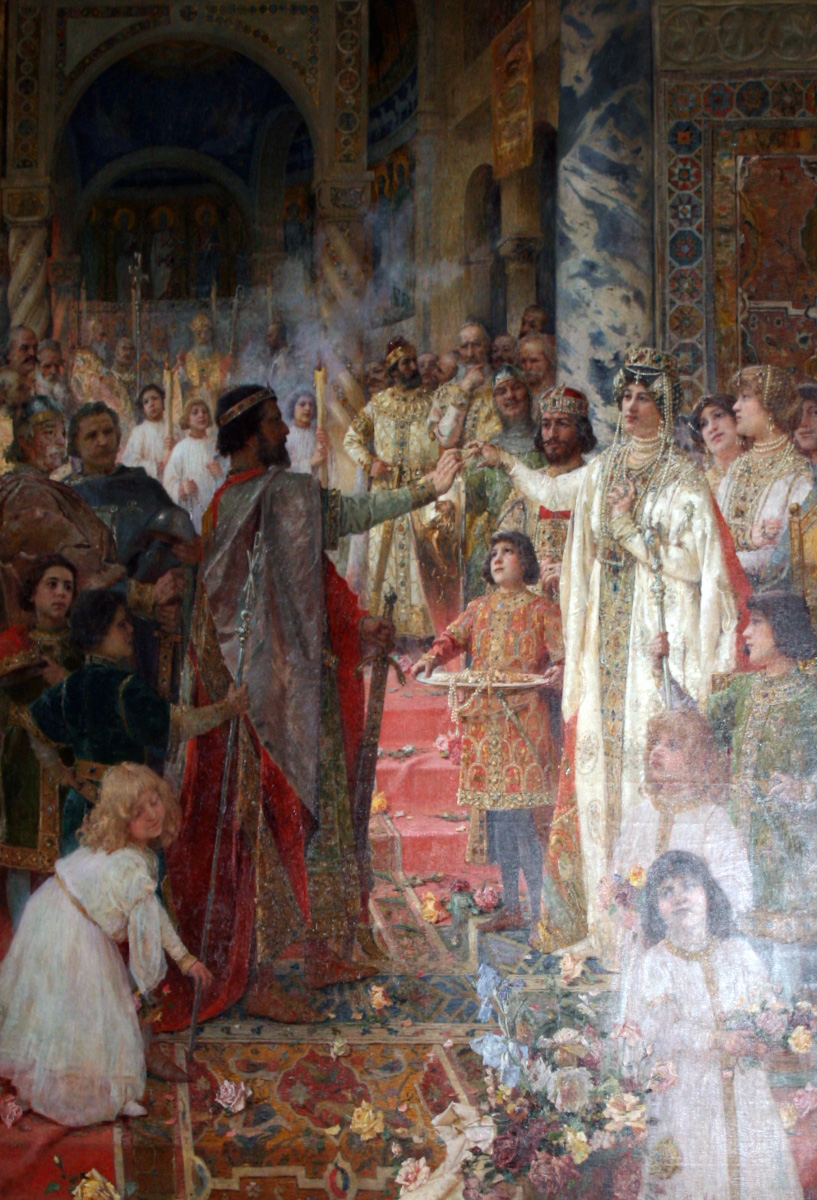
Jelena die Schöne

- Jelena Tugorkanowna († 1124), kiptschakische Prinzessin
- Jelenčić, Ana (* 1994), kroatische Fußballspielerin
- Jelenew, Nikita Olegowitsch (* 1993), russischer Schauspieler
- Jelenić, Petar (* 1987), kroatischer Tennisspieler
- Jelenić, Viktor (* 1970), jugoslawischer Wasserballspieler
- Jelenkin, Alexander Alexandrowitsch (1873–1942), russischer Lichenologe
- Jelenko, David (* 1992), österreichischer Fußballspieler
- Jelenko, Hans (1943–2024), österreichischer Basketballspieler und -funktionär
- Jelenko, Marjan (* 1991), slowenischer Nordischer Kombinierer
- Jelenko, Siegfried (1858–1935), österreichischer Theaterschauspieler und Theaterregisseur
- Jelenský, Ján, tschechoslowakischer Skispringer
- Jelensperger, Daniel (1799–1831), französischer Musikwissenschaftler
- Jeler, Eva (* 1953), jugoslawische Tischtennisspielerin und -trainerin
- Jelert, Elias (* 2003), dänischer Fußballspieler
- Jeles, András (* 1945), ungarischer Filmemacher und Regisseur
- Jelesić, Vladimir (* 1976), serbischer Handballspieler und Handballtrainer
- Jelessina, Jelena Borissowna (* 1970), russische Hochspringerin
- Jelessina, Oksana (* 1986), russische Naturbahnrodlerin
- Jeletić, Tihana (* 1996), kroatische Leichtathletin
- Jeleuow, Serik (* 1980), kasachischer Boxer
- Jeleussinow, Danijar (* 1991), kasachischer Boxer
- Jeleussisow, Mels (* 1950), kasachischer Politiker, Präsidentschaftskandidat 2011
- Jelezko, Fedor (* 1971), deutscher Physiker

### Jelf
- Jelfs, Dominic (* 1990), irischer Straßenradrennfahrer
- Jelfutina, Stefanija Alexandrowna (* 1997), russische Windsurferin

### Jelg
- Jelgersma, Daphne, niederländische Squashspielerin
- Jelgersma, Gerbrandus (1859–1942), niederländischer Psychiater und Neurologe
- Jelgin, Michail Nikolajewitsch (* 1981), russischer Tennisspieler

### Jeli
- Jelić Ružić, Barbara (* 1977), kroatische Volleyballnationalspielerin
- Jelić, Branimir (1905–1972), jugoslawischer Mediziner und Politiker
- Jelić, Branko (* 1977), serbischer Fußballspieler
- Jelić, Dragan (* 1986), slowenischer Fußballspieler
- Jelić, Ivana (* 1975), montenegrinische Juristin und Richterin am Europäischen Gerichtshof für Menschenrechte
- Jelić, Matea (* 1997), kroatische Taekwondoin
- Jelić, Matej (* 1990), kroatischer Fußballspieler
- Jelić, Milan (1956–2007), bosnisch-herzegowinischer Politiker, Präsident der Republika SrpskaMilan Jelić (1956–2007)

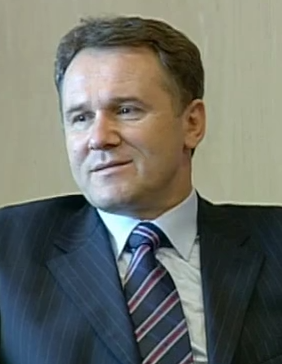
Milan Jelić (1956–2007)

- Jelić, Nikolina (* 1991), kroatische Volleyballspielerin
- Jelić, Petar (* 1986), bosnisch-herzegowinischer Fußballspieler
- Jelić, Vesna (* 1982), kroatische Volleyball-Nationalspielerin
- Jelić, Vinko (* 1596), kroatisch-italienischer Komponist des Barock
- Jelica, Mara (* 1974), kroatische Schachspielerin
- Jelicic-Lovrekovic, Petra M. (* 1975), kroatisch-deutsche Künstlerin
- Jeligulaschwili, Tamara Dawidowna (1921–1984), sowjetische Architektin
- Jelili, Mohamed Naceur (* 1950), tunesischer Handballspieler
- Jelili, Mounir (1949–2023), tunesischer Handballspieler
- Jelimo, Pamela (* 1989), kenianische Mittelstreckenläuferin
- Jelin, Christoph († 1610), deutscher Bildhauer der Renaissance
- Jelin, Jewgeni Iwanowitsch (* 1962), russischer Politiker
- Jelin, Meir (1910–2000), sowjetischer Schriftsteller in jiddischer und litauischer Sprache
- Jelincic, Silvia (* 1978), österreichische Journalistin
- Jelinčič, Zmago (* 1948), slowenischer Politiker
- Jelinek, Andrea (* 1961), österreichische Juristin, Direktorin der Datenschutzbehörde
- Jelinek, Anton (1855–1931), österreichischer Bauunternehmer und Politiker
- Jelinek, Claudia-Sofie (* 1961), österreichische Schauspielerin
- Jelinek, Elfriede (* 1946), österreichische SchriftstellerinElfriede Jelinek (* 1946)

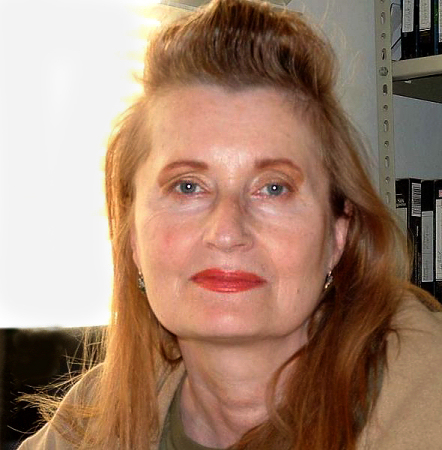
Elfriede Jelinek (* 1946)

- Jelinek, Franz (1922–1944), österreichischer Fußballspieler
- Jelinek, Gerhard (* 1954), österreichischer Fernsehjournalist und Buchautor
- Jelinek, Gerhard (* 1956), österreichischer Richter, Präsident des Oberlandesgerichtes Wien
- Jelinek, Hanns (1901–1969), österreichischer Komponist und Musikpädagoge
- Jelínek, Heřman Antonín (1709–1779), tschechischer Komponist und Violinvirtuose
- Jelínek, Ivan († 1759), böhmischer Benediktinerpater, Organist, Lautenist und Komponist
- Jelinek, Jan, deutscher Produzent elektronischer Musik
- Jelínek, Jan (1926–2004), tschechischer Prähistoriker und Anthropologe
- Jelinek, Josef (1864–1934), tschechoslowakischer Abgeordneter der deutschen Minderheit
- Jelínek, Josef (1871–1945), tschechischer Maler
- Jelínek, Josef (1941–2024), tschechoslowakischer Fußballspieler
- Jelinek, Julia (* 1984), österreichische SchauspielerinJulia Jelinek (* 1984)

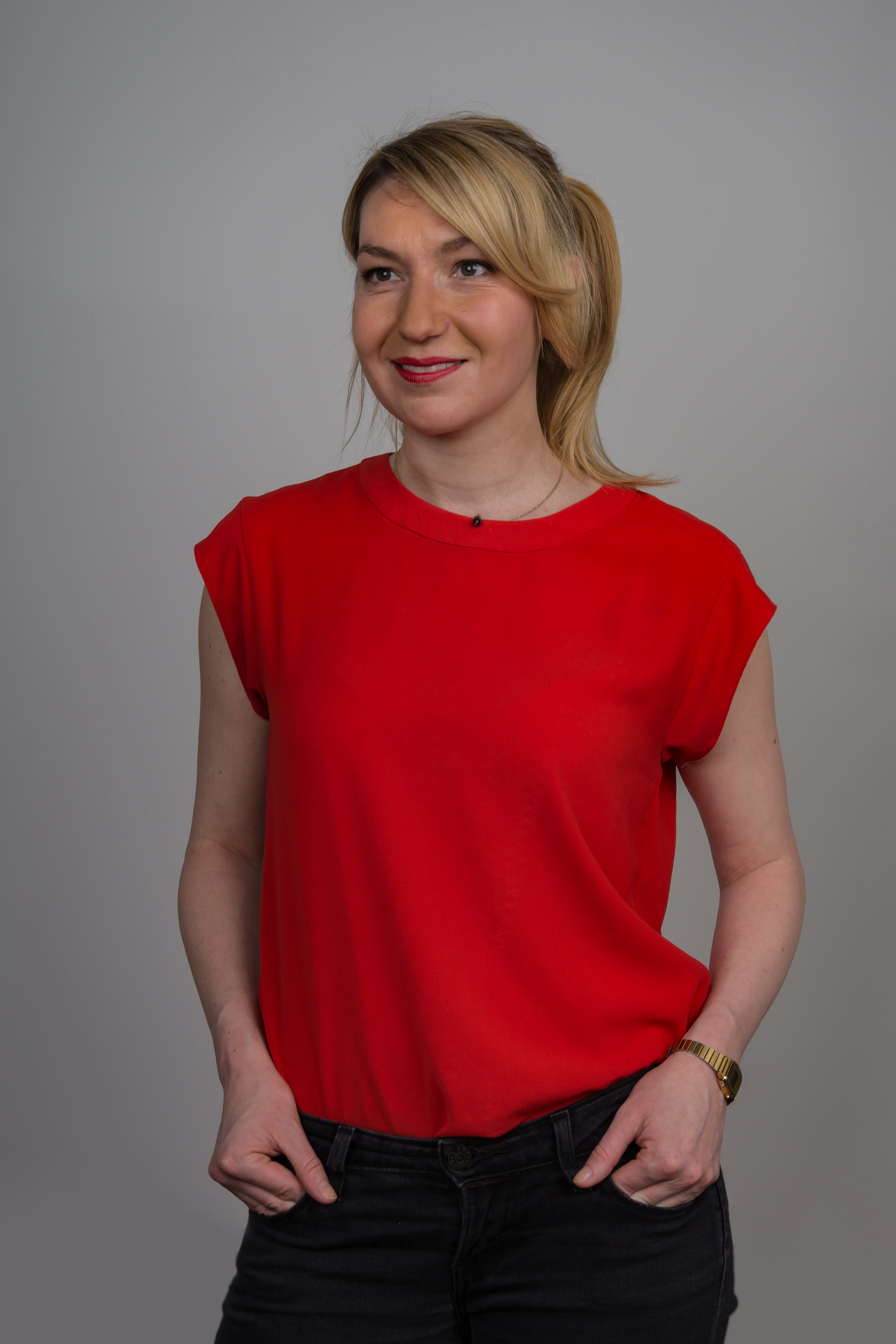
Julia Jelinek (* 1984)

- Jelinek, Karl (1822–1876), österreichischer Meteorologe
- Jelinek, Karl (1896–1943), österreichischer Eisendreher und Widerstandskämpfer gegen den Nationalsozialismus
- Jelinek, Leopold (1897–1943), österreichischer Wickler und Widerstandskämpfer gegen das NS-Regime
- Jelinek, Margaret (1895–1983), österreichische Malerin und Zeichnerin
- Jelinek, Maria (* 1942), kanadische Eiskunstläuferin
- Jelínek, Miloš (* 1947), tschechoslowakischer Radrennfahrer
- Jelinek, Otto (* 1940), kanadisch-tschechischer Eiskunstläufer und Politiker
- Jelinek, Philipp (* 1968), österreichischer Triathlet und FernsehmoderatorPhilipp Jelinek (* 1968)

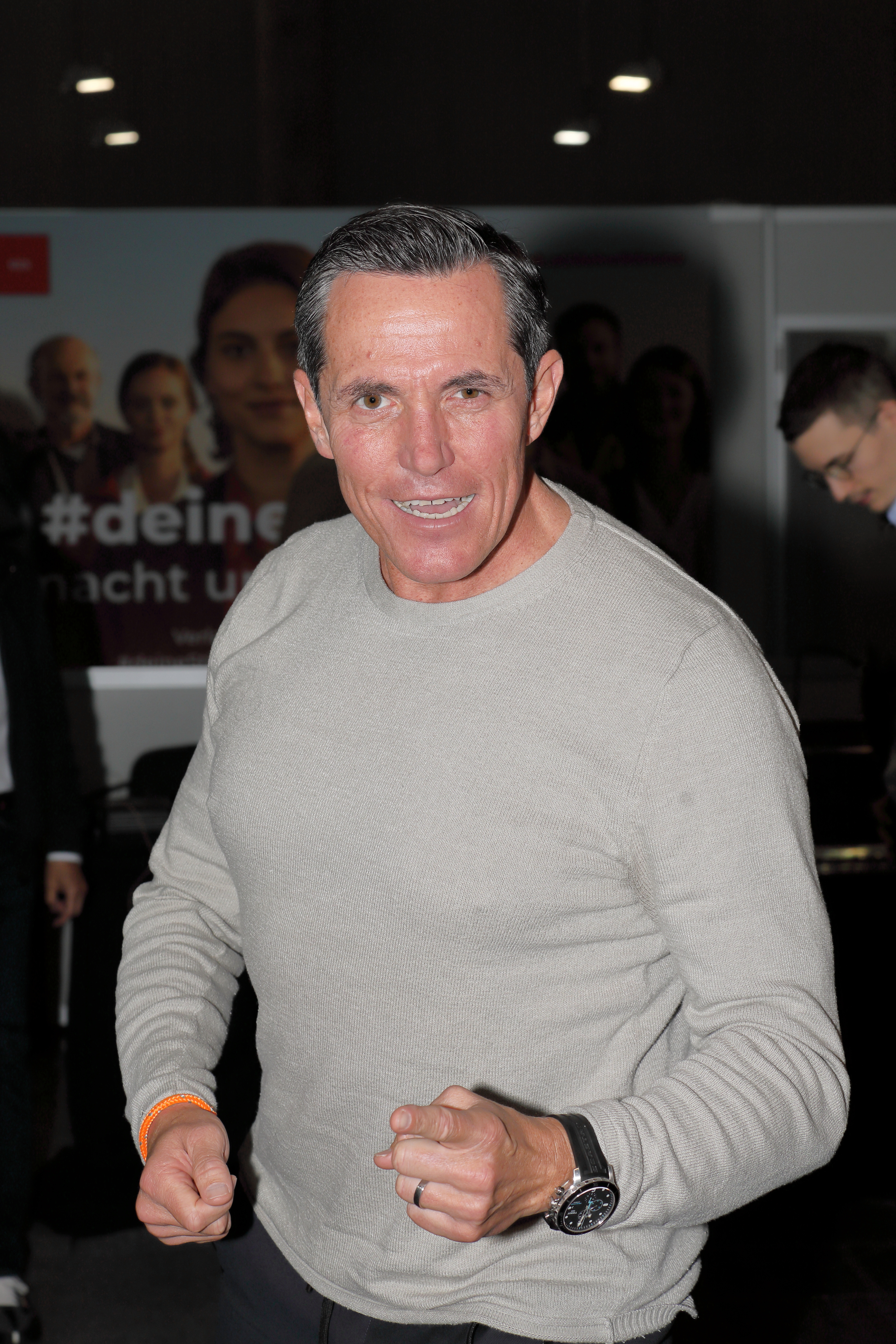
Philipp Jelinek (* 1968)

- Jelinek, Richard (1914–2010), österreichischer Bauingenieur für Grundbau und Bodenmechanik, Professor an der TH München
- Jelinek, Robert (* 1970), österreichischer Künstler
- Jelinek, Rudolf (1880–1945), deutsch-mährischer Maler
- Jelínek, Rudolf (1935–2024), tschechischer Schauspieler
- Jelinek, Sid (1899–1979), US-amerikanischer Ruderer
- Jelinek, Thomas J. (* 1964), österreichischer Dramaturg
- Jelínek, Tomáš (* 1962), tschechischer Eishockeyspieler
- Jelinek, W. Craig (* 1953), US-amerikanischer Manager
- Jelinek, Wilhelm (1845–1919), österreichischer Architekt
- Jelinek, Wilhelm (1889–1952), deutscher Metallarbeiter, Autor, Betriebsratsvorsitzender und Vertreter des Anarchosyndikalismus
- Jelinek, Wilhelm (* 1994), österreichischer Handballspieler
- Jelinek, Yeshayahu A. (1933–2016), israelischer Historiker
- Jelinek, Žuži (1920–2016), jugoslawische bzw. kroatische Designerin, Modeschöpferin und Autorin
- Jelinek-Fink, Peter (1929–2006), österreichischer Ingenieur
- Jelinić, Marin (* 1996), kroatischer Handballspieler
- Jelinkova, Adriana (* 1995), niederländische Skirennläuferin
- Jelínková, Michaela (* 1985), tschechische Volleyballspielerin
- Jelinski, Frank (* 1958), deutscher Automobilrennfahrer
- Jelinski, Johann (1898–1986), deutscher Politiker (KPD), MdL
- Jeliński, Michał (* 1980), polnischer Ruderer
- Jelinski, Rolf (1937–2021), deutscher Fußballtorwart
- Jelisarenkowa, Tatjana Jakowlewna (1929–2007), sowjetische bzw. russische Linguistin und Indologin
- Jelisareu, Waljanzin Mikalajewitsch (* 1947), sowjetisch-belarussischer Ballettmeister und Choreograf
- Jelisarow, Alexander Matwejewitsch (* 1952), sowjetischer Biathlet
- Jelisarow, Mark Timofejewitsch (1863–1919), russischer Revolutionär
- Jelisarow, Sergei Igorewitsch (* 1985), russischer Eishockeyspieler
- Jelisarowa-Uljanowa, Anna Iljinitschna (1864–1935), russische Publizistin und Schwester von Wladimir Lenin
- Jelisic, Daniel (* 2000), deutscher Fußballspieler
- Jelisić, Goran (* 1968), bosnisch-serbischer Lagerkommandant und Kriegsverbrecher
- Jelisić, Nikola (* 1994), bosnischer Fußballspieler
- Jelissejeu, Maksim (* 1988), belarussischer Biathlet
- Jelissejew, Alexei Stanislawowitsch (* 1934), sowjetischer Kosmonaut, Ingenieur, Rektor
- Jelissejew, Juri Michailowitsch (1996–2016), russischer Schachgroßmeister
- Jelissejew, Konstantin Stepanowitsch (1890–1968), russisch-sowjetischer Grafiker
- Jelissejew, Matwei Pawlowitsch (* 1993), russischer Biathlet
- Jelissejew, Witali Michailowitsch (* 1950), sowjetischer Ruderer
- Jelissejewa, Anna Andrejewna (* 1991), russische Biathletin
- Jelissjejew, Jurij (* 1949), sowjetisch-ukrainischer Fußballspieler und -trainer
- Jelistratow, Semjon Andrejewitsch (* 1990), russischer Shorttracker
- Jelistratowa, Julija (* 1988), ukrainische Triathletin
- Jelitte, Herbert (1933–2000), deutscher Slawist, Sprachwissenschaftler und Hochschullehrer
- Jelitto, D. J. (* 1984), US-amerikanisch-deutscher Eishockeyspieler
- Jeļizarova, Poļina (* 1989), lettische Mittelstreckenläuferin

### Jelj
- Jeljaschewitsch, Alexander Borissowitsch (1888–1967), russischer Ökonom und Hochschullehrer
- Jeljaschewitsch, Michail Alexandrowitsch (1908–1996), russischer Physiker und Hochschullehrer
- Jeljubajew, Äujes (* 1986), kasachischer Billardspieler

### Jelk
- Jelk, Bruno (* 1943), Schweizer Bergretter
- Jelke, Robert (1882–1952), lutherischer Theologe und Hochschullehrer
- Jelkina, Albina (1932–2009), sowjetisch-ukrainische Diskuswerferin
- Jelks, Mark (* 1984), nigerianischer Sprinter US-amerikanischer Herkunft
- Jelks, Simone (* 1986), US-amerikanische Basketballschiedsrichterin
- Jelks, William D. (1855–1931), US-amerikanischer Politiker

### Jell
- Jellasitz, Gerhard (* 1949), österreichischer Politiker (ÖVP), Landtagsabgeordneter
- Jellen, Charly (1909–1934), österreichischer Rennfahrer
- Jellen, Reinhard (* 1967), deutscher Journalist und Autor
- Jellett, John Hewitt (1817–1888), irischer Mathematiker, Theologe und Naturwissenschaftler
- Jellett, Mainie (1897–1944), irische Malerin
- Jelletz, Adolf (1879–1936), österreichischer Architekt
- Jelley, Daisy (* 2000), britische Schauspielerin und Influencer
- Jelley, James (1873–1954), australischer Politiker (Australian Labor Party)
- Jelley, Stephen (* 1982), britischer Autorennfahrer
- Jellici, Johanna (* 1966), deutsche Sängerin, Komponistin, Installationskünstlerin und Gesangspädagogin
- Jellico, John (1856–1925), britischer Segler
- Jellicoe, Geoffrey Alan (1900–1996), britischer Gartengestalter, Architekt und Stadtplaner
- Jellicoe, George, 2. Earl Jellicoe (1918–2007), britischer Politiker, Diplomat und Geschäftsmann
- Jellicoe, John Jellicoe, 1. Earl (1859–1935), britischer Admiral und Generalgouverneur von Neuseeland
- Jelliffe, Derrick B. (1921–1992), englischer Mediziner und Experte in tropischer Pädiatrie und Kinderernährung
- Jelliffe, Smith Ely (1866–1945), US-amerikanischer Psychiater und Psychoanalytiker
- Jellinek, Adele (1890–1943), österreichische Schriftstellerin und Opfer des Holocaust
- Jellinek, Adolf († 1893), jüdischer Gelehrter
- Jellinek, Barbara (1917–1997), deutsche Ärztin und Behindertenrechtsaktivistin
- Jellinek, Camilla (1860–1940), österreichisch-deutsche Frauenrechtlerin
- Jellinek, Dorit (* 1958), israelisches Model
- Jellinek, Elvin Morton (1890–1963), US-amerikanischer Arzt und Erforscher der Alkoholkrankheit
- Jellinek, Emil (1853–1918), österreichisch-ungarischer Geschäftsmann, Konsul und AutomobilrennfahrerEmil Jellinek (1853–1918)

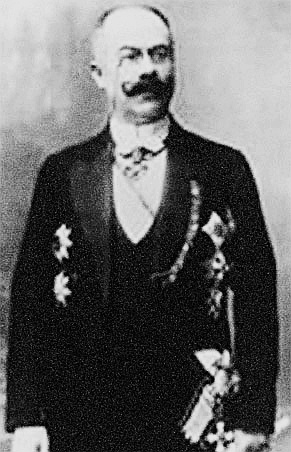
Emil Jellinek (1853–1918)

- Jellinek, Frank (1908–1975), US-amerikanischer Journalist und Schriftsteller
- Jellinek, Fritz (1892–1966), tschechoslowakischer Industrieller und Schriftsteller
- Jellinek, Fritz (1895–1971), österreichischer Volkssänger
- Jellinek, Fritz (1909–1994), österreichischer Komponist und Musiker
- Jellinek, Georg (1851–1911), österreichischer Staatsrechtler
- Jellinek, Hermann (1822–1848), österreichischer Schriftsteller und Revolutionär
- Jellinek, John (* 1945), US-amerikanischer Autorennfahrer
- Jellinek, Josef (* 1874), österreichischer Schriftsteller
- Jellinek, Josef (1894–1942), österreichischer Journalist, Opfer des Holocaust
- Jellinek, Julius (* 1984), deutscher Synchronsprecher und Schauspieler
- Jellinek, Karl (1882–1971), Physikochemiker
- Jellinek, Max Hermann (1868–1938), österreichischer Sprachwissenschaftler
- Jellinek, Mercédès (1889–1929), Namenspatin der Automarke MercedesMercédès Jellinek (1889–1929)

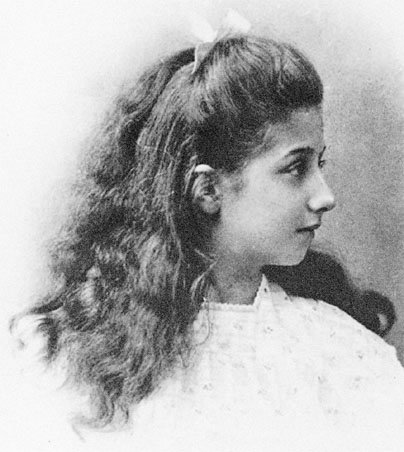
Mercédès Jellinek (1889–1929)

- Jellinek, Moritz (1823–1883), österreichisch-ungarischer Ökonom
- Jellinek, Moritz (1829–1914), österreichischer Arzt und Revolutionär
- Jellinek, Oskar (1886–1949), österreichischer Schriftsteller
- Jellinek, Stefan (1871–1968), österreichischer Mediziner
- Jellinek, Uwe (1953–2023), deutscher Synchronsprecher und Schauspieler
- Jellinek, Walter (1885–1955), deutscher Staats- und Völkerrechtler
- Jellinek-Mercedes, Raoul Fernand (1888–1939), österreichischer Schriftsteller
- Jellinghaus, Hermann (1847–1929), deutscher Sprachforscher und Volkskundler
- Jellinghaus, Karl (1897–1973), deutscher Sozialpolitiker
- Jellinghaus, Martin (* 1944), deutscher Leichtathlet und Olympiamedaillengewinner
- Jellinghaus, Theodor (1841–1913), deutscher evangelischer Theologe, Missionar, Pfarrer, Bibelschulgründer und Autor, Initiator der deutschen Gemeinschaftsbewegung
- Jellitsch, Peter (* 1982), österreichischer bildender Künstler
- Jelloul, Adil (* 1982), marokkanischer Radrennfahrer
- Jellouschegg, Adolf (1874–1939), österreichischer Opernsänger (Bassbariton)
- Jellouschek, Carl (1887–1961), österreichischer Benediktiner und Universitätsprofessor
- Jellouschek, Hans (1939–2021), deutsch-österreichischer Theologe, Psychotherapeut und Autor

### Jelm
- Jelmini, Angelo (1893–1968), Schweizer römisch-katholischer Geistlicher, Apostolischer Administrator von Lugano
- Jelmini, Tiziana (* 1958), Schweizer Schauspielerin
- Jelmoli, Hans (1877–1936), Schweizer Komponist und Pianist
- Jelmoli, Johann Peter (1794–1860), italienischer Unternehmer und Textilhändler

### Jelo
- Jelo, Guia (* 1956), italienische Schauspielerin
- Jelojewa, Fatima Abissalowna (* 1959), sowjetische bzw. russische Neogräzistin und Hochschullehrerin
- Jelonch, Anthony (* 1996), französischer Rugby-Union-Spieler
- Jelonek, Gregor (* 1968), kanadischer Eisschnellläufer
- Jelovac, Vinko (* 1948), jugoslawischer Basketballspieler
- Jelovčić, Matej (* 1998), kroatischer Basketballspieler
- Jelowik, Lieselotte (1937–2017), deutsche Rechtswissenschaftlerin

### Jelp
- Jelpke, Friedrich (1921–1983), deutscher Architekt, Landesplaner und Hochschullehrer
- Jelpke, Johann Wilhelm, deutscher Kirchenlieddichter
- Jelpke, Ulla (* 1951), deutsche Publizistin und Politikerin (Die Linke, KB, GAL, PDS), MdHB, MdBUlla Jelpke (* 1951)

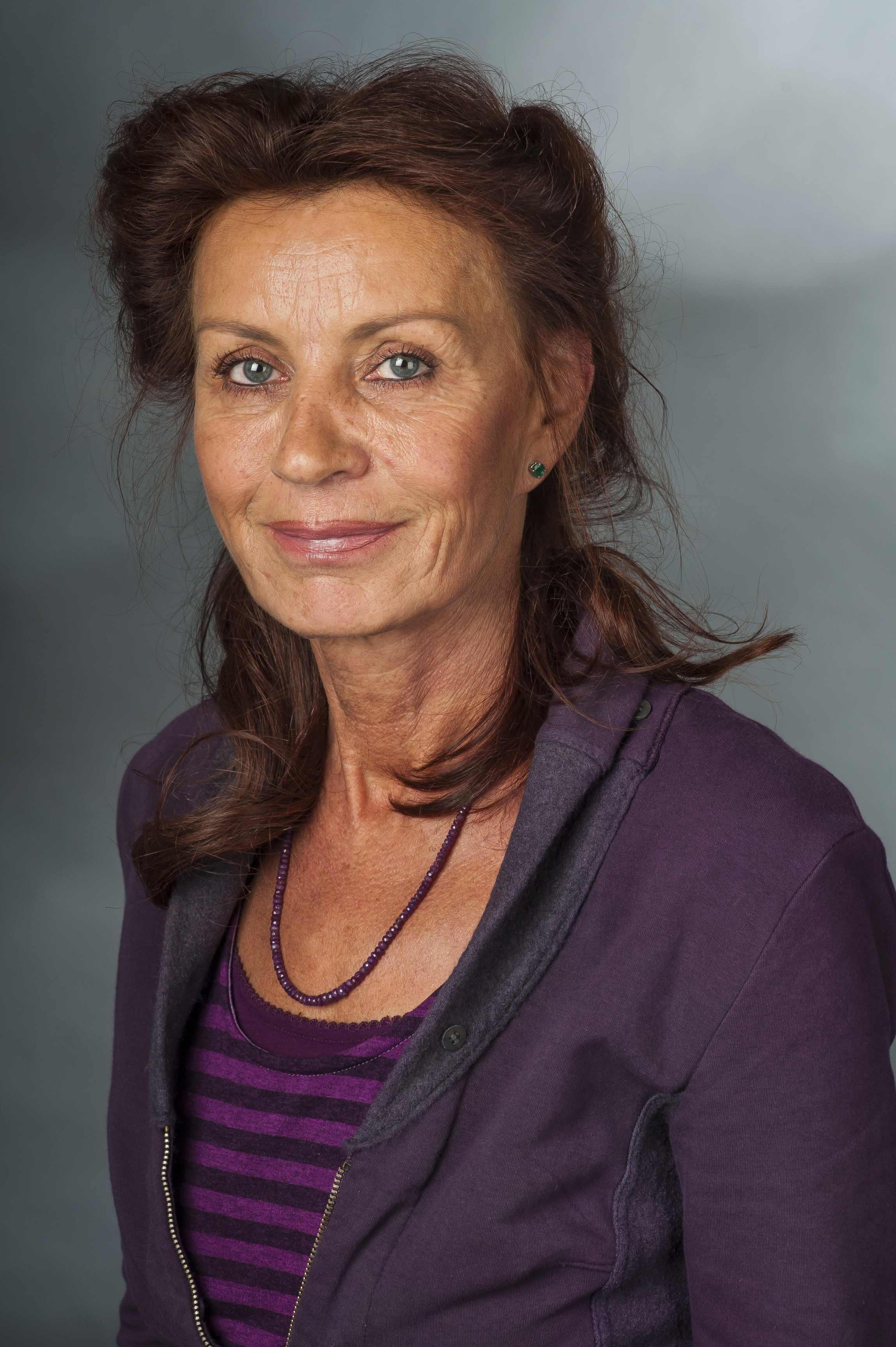
Ulla Jelpke (* 1951)

### Jels
- Jelski, Julius (1867–1953), deutscher Philosoph und Prediger an der Jüdischen Reformgemeinde zu Berlin
- Jelski, Konstanty Roman (1837–1896), polnisch-russischer Zoologe, Botaniker, Forschungsreisender und Kurator
- Jelsma, Auke (1933–2014), niederländischer Kirchenhistoriker

### Jelt
- Jeltema, Melissa Ann (* 1988), amerikanische Basketballspielerin
- Jelten, Margarete (1926–2022), deutsche Lehrerin, baptistische Chronistin
- Jeltsch, Christian (* 1958), deutscher TV-Spielfilm-Drehbuchautor
- Jeltsch, Finn (* 2006), deutscher Fußballspieler
- Jeltsch, Karin (1935–2017), deutsche Politikerin (CDU), MdB
- Jeltsch, Michael (* 1969), deutsch-finnischer Biochemiker und Molekularbiologe
- Jeltschenko, Wolodymyr (* 1959), ukrainischer Diplomat

### Jelu
- Jelušić, Ana (* 1986), kroatische Skirennläuferin
- Jelusić, Dino (* 1992), kroatischer Rocksänger
- Jelušič, Ljubica (* 1960), slowenische Politikerin (Socialni demokrati)
- Jelusich, Mirko (1886–1969), österreichischer Schriftsteller, Theaterkritiker und Schlüsselperson der NS-Kulturpolitik in Österreich

### Jelv
- Jelvani, Sasan (* 1995), deutscher American-Football-Spieler
- Jelved, Marianne (* 1943), dänische Politikerin (Det Radikale Venstre (RV)), Mitglied des Folketing

### Jelz
- Jelzin, Boris Nikolajewitsch (1931–2007), sowjetischer bzw. russischer Politiker, StaatspräsidentBoris Nikolajewitsch Jelzin (1931–2007)

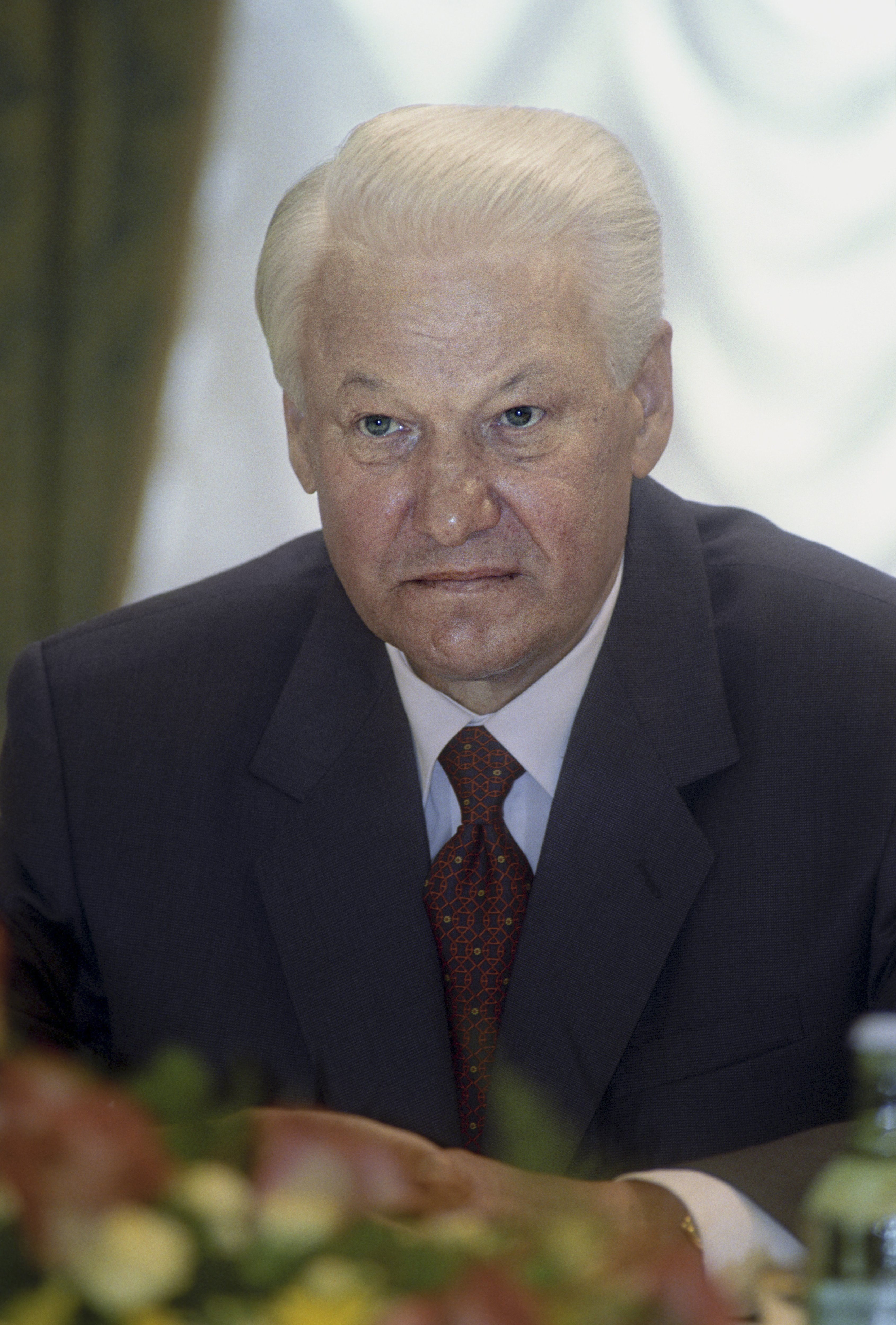
Boris Nikolajewitsch Jelzin (1931–2007)

- Jelzina, Naina Iossifowna (* 1932), russische First Lady, Ehefrau von Boris Nikolajewitsch Jelzin
- Jelzowa, Marina Alexejewna (* 1970), russische Eiskunstläuferin